# Houdini (canção)
"Houdini" é uma canção da banda norte-americana de indie pop Foster the People do primeiro álbum de estúdio Torches. Escrita pelo vocalista do grupo Mark Foster, a canção foi primeiramente lançado como um single promocional exclusivo no Reino Unido em 1 de abril de 2011. A canção foi selecionada como sexto single do álbum em 15 de maio de 2012.
A música foi escolhida para fazer parte da publicidade da marca de hidrotônicos I9, pertencente à Coca-Cola.

## Apresentação ao vivo
A banda cantou "Houdini" e "Pumped Up Kicks", no Saturday Night Live em 8 de outubro de 2011, que foi apresentado por Ben Stiller. O saxofonista Kenny G participou da canção "Houdini".

## Faixas
| Download digital |           |                |         |  |
| N.º              | Título    | Compositor(es) | Duração |  |
| 1.               | "Houdini" | Mark Foster    | 3:20    |  |

## Posições
| Posição (2011)                               | Melhor posição |
| -------------------------------------------- | -------------- |
| Canadá (America's Music Charts)              | 7              |
| Japão (Billboard Hot 100)                    | 70             |
| Países Baixos (Single Top 100)               | 98             |
| Estados Unidos (Billboard Alternative Songs) | 37             |

## Histórico de lançamento
| País           | Data               | Formato           | Gravadora                                |
| -------------- | ------------------ | ----------------- | ---------------------------------------- |
| Reino Unido    | 1 de abril de 2011 | Download digital  | Columbia Records                         |
| Estados Unidos | 15 de maio de 2012 | Alternative radio | Startime International, Columbia Records |